# Bitka pri Edgar's Lane
Bitka pri Edgarjevi ulici je bil spopad v ameriški revolucionarni vojni 30. septembra 1778 med silami 80 hessianskih (vojakov)|hessianskih in 120 kontinentalnih dragonci pod poveljstvom majorja Henryja Leeja. Spopad se je zgodil v vasi Hastings-on-Hudson, New York. Spopad je bil zmaga, ki je dvignila moralo kontinentalni vojski in majorju Henryju Leeju.
Prej je britanska vojska dosegla zmago med prikrito zmago pri pokolu v Baylorju. To se je zgodilo v Riverdalu v New Jerseyju, kjer je med eno in tretjo uro zjutraj prišlo do velikega presenetljivega britanskega napada. Britanci so se pritihotapili v mesto, polno 116 mož iz. polka kontinentalnih lahkih dragoncev. Na kontinentalni strani je bilo 15 žrtev, 54 pa ranjenih ali ujetih. Britanci pod vodstvom Sir Charles Greya, majorja Turner Straubenza in majorja John Maitlanda so imeli le eno žrtev.
Peter Post, lastnik gostilne Post's Tavern, je slišal vest o hessenski roparski skupini, ki naj bi prišla naslednji dan. Poslal je sporočilo kontinentalnim četam, ki so organizirale silo 120 dragoncev, da bi napadle hessenske vojake. Ko so Hessenci naslednji dan, kot je bilo pričakovano, prijahali skozi, jih je Post usmeril proti Edgarjevi ulici, kjer so se dragonci konji skrivali v okoliških drevesih. Ko so Hessejci prijahali skozi, so kontinentalni dragonci izstrelili salvo in ubili nekaj Hessejcev. Preživeli Hessejci so stekli proti grapi na reki Hudson, dragonci pa so jih zasledovali. Mnogi Hessejci so padli v grapo. Nekateri Hessejci so bili ustreljeni v vodi, drugi so se utopili, ostali pa so bili ujeti. Kontinentalni dragonci so skupno ubili 23 Hessejcev in zmagali v spopadu, ne da bi izgubili nobenega moža.
Na tem mestu že več desetletij stojita dve obeležji. Ena, plošča zvezne države New York v spomin na bitko, stoji na vogalu ulic Edgar's Lane in Broadway v Hastings-on-Hudsonu. Druga, spominska bronasta plošča, pritrjena na balvan, ki so jo leta 1938 posvetile Hčere ameriške revolucije, stoji na vzhodnem robu parka Wagner, na mestu, kjer se je bitka zgodila. Nazadnje je bila javnosti 30. septembra 2021, ob 243. obletnici bitke, posvečena spominska instalacija z naslovom "Revolucionarni sprehod". Instalacija stoji v parku Sheldon Wagner v Hastings-on-Hudsonu in ima urejen trg s sedeži. Šest ilustriranih panojev v razstavi Sprehod raziskuje zgodovinski kontekst bitke, podrobnosti samega spopada in povzetek posledic. Sprehod Revolucionarni Hastings so ustvarili člani Revolucionarnega Hastings, "odbora Zgodovinskega društva Hastings, ki je namenjen razvijanju nove ozaveščenosti o bitki pri Edgarjevi ulici in njenem kontekstu v ameriški revolucionarni vojni."
Del dogajanja romana Austina Wrighta Tony in Susan se odvija na Edgarjevi ulici in bitka je omenjena.